# Oleh Petrovyč Mosijčuk
Oleh Petrovyč Mosijčuk (ukrajinsky Олег Петрович Мосійчук, 9. dubna 1960, Novopavlivka, Synelnykovský rajón, Doněcká oblast, Ukrajina) je ukrajinský divadelní a filmový herec, režisér a národní umělec Ukrajiny.

## Filmografie
- 2021 – Slované (TV seriál)